# Bataille de Dakar
Pour les articles homonymes, voir Dakar (homonymie).
Seconde Guerre mondiale
Batailles
Batailles et opérations des campagnes d'Afrique, du Moyen-Orient et de Méditerranée
- Guerre du Désert
- Campagne d'Afrique de l'Est
- Campagne d'Afrique du Nord
- Bataille de la Méditerranée
- Bombardements italiens de la Palestine mandataire
- Bombardement du Bahreïn
- Campagne du Gabon
- Campagne des Balkans
- Guerre anglo-irakienne
- Campagne de Syrie
- Résistance en Grèce
- Opérations en Yougoslavie
- Opérations anti-partisans en Croatie
- Invasion anglo-soviétique de l'Iran
- Bataille de Madagascar
- Offensive de Belgrade
- Campagne d'Italie
- Résistance en Macédoine

Front d'Europe de l'Ouest

Front d'Europe de l'Est

Bataille de l'Atlantique

Guerre du Pacifique

Guerre sino-japonaise

Théâtre américain
La bataille de Dakar, également appelée l'opération de Dakar, l'expédition de Dakar ou l'opération Menace, est une attaque navale britannique de la Seconde Guerre mondiale au large de Dakar et sur la presqu'île du Cap-Vert, près de Rufisque, du 23 au 25 septembre 1940 menée par la Royal Navy accompagnée du général de Gaulle et de quatre navires de Français libres contre les forces armées de l'État français sous les ordres de Pierre Boisson, gouverneur général de l'Afrique-Occidentale française (AOF).
C'est à Dakar que le gouvernement français a rapatrié 1 100 tonnes d'or des Banques de France, ainsi que celui de la Banque de Belgique, embarqués du 30 mai 1940 au 18 juin 1940. 
Après l'attaque britannique, le gouverneur général Boisson et le général Barrau, commandant supérieur en AOF, donnent l’ordre, le 23 septembre 1940, de transporter tous les dépôts d’or de Thiès à Kayes (Soudan français).

## Contexte
En septembre 1940, deux mois après l'attaque de Mers el-Kébir et l'attaque du Richelieu à Dakar par les Fairey Swordfish du porte-avions HMS Hermes (le 8 juillet 1940), le général de Gaulle et Winston Churchill pensent pouvoir conquérir l'Afrique-Occidentale française (AOF) qui est restée sous contrôle de l'État français en application de l'Armistice du 22 juin 1940.
La France libre vient d'obtenir le ralliement de trois colonies d'Afrique-Équatoriale française (AEF) : l'Oubangui-Chari (l'actuelle République centrafricaine), le Tchad et le Moyen-Congo (l'actuelle république du Congo) ainsi que du territoire sous mandat du Cameroun, formant alors l'Afrique française libre.
Pour de Gaulle, le ralliement du Sénégal constituerait un second espace de légitimité. Pour les Britanniques, ce serait la garantie d'écarter la menace allemande sur une position stratégique pour le contrôle de l'Atlantique central. Le gouvernement français ayant en outre, avant l’armistice, envoyé par sécurité à Dakar, une partie de l’or des États polonais et belge, l'opération aurait permis de la rendre aux gouvernements polonais et belge réfugiés à Londres. 
Le projet initial de De Gaulle, tel qu’il le rappelle dans ses Mémoires, consiste à débarquer à Conakry une colonne qui progresserait vers Dakar en ralliant des forces sur son périple en bénéficiant d'une couverture maritime de la flotte britannique. Pour des raisons stratégiques exprimées par Churchill, ce projet doit cependant être abandonné.
De son côté, dans les jours qui ont précédé l'attaque du 8 juillet 1940, le gouvernement de Vichy a éloigné de Dakar un certain nombre de responsables, jugés trop anglophiles, notamment le commandant de la Marine à Dakar et le gouverneur général Léon Cayla muté à Madagascar. Ce dernier a été remplacé dès le 25 juin 1940 par Pierre Boisson, qui est déjà gouverneur général de l'AEF et réunit désormais sous son autorité l'ensemble des territoires français de Vichy en Afrique noire.
Début septembre 1940, le gouvernement de Vichy, avec l'accord de la Commission franco-allemande d'armistice, envoie depuis Toulon une escadre de trois croiseurs et trois grands contre-torpilleurs (la Force Y) pour s'opposer aux menées britanniques et gaullistes au Gabon. Or, la Royal Navy contraint cette escadre à rebrousser chemin en interceptant dans le golfe de Guinée le pétrolier qui devait la ravitailler à Libreville. Cependant, elle n'est pas parvenue à contraindre deux des trois croiseurs à gagner Casablanca . L'avant-veille du déclenchement de l'opération Menace sur Dakar, le commandant de l'escadre, dont l'amiral François Darlan considère qu'il n'a pas réussi dans sa mission, est remplacé par l'amiral Émile-Marie Lacroix, dont le navire amiral a été très gravement endommagé à Mers el-Kébir.

## Forces en présence

### De Gaulle et la Royal Navy
Royal Navy
- Cuirassés : HMS Barham et Resolution.
- Porte-avions : HMS Ark Royal.
- Croiseurs lourds : HMAS Australia , HMS Cumberland, et Devonshire .
- Croiseurs légers : HMS Dragon , et Delhi.
- Destroyers : Echo, Eclipse, Escapade, Faulknor, Foresight, Forester, Fortune, Fury, Griffin, Greyhound, HMS Inglefield.
- Escorteurs/patrouilleurs/avisos : Bridgewater, avisos FNFL Commandant Dominé, Commandant Duboc, Président Houduce (Patrouilleur P40 créé à partir d'un chalutier armé), Savorgnan de Brazza (aviso).
- Navires marchands : 1 navire britannique.
- Transports : Paquebots néerlandais SS Westernland et SS Pennland, paquebot polonais MS Sobieski et trois autres navires supplémentaires.
- 101 Royal Marine Brigade.

Marine gaulliste
- Navires marchands : 4 navires français libres.

### Marine nationale française
- Cuirassé : Richelieu.
- Croiseurs légers : Georges Leygues, Montcalm.
- Contre-torpilleur : Le Fantasque, Le Malin, L'Audacieux.
- Torpilleur : Hardi.
- Escorteurs/patrouilleurs : Calais, Commandant Rivière, D'Entrecasteaux, D'Iberville Gazelle, La Surprise .
- Sous-marins : Ajax, Persée, Bévéziers.
- Croiseur auxiliaires : El Djezair, El Kantara, El Mansour, Ville d'Oran, Victor Schœlcher (ancien navire bananier).
- Navires marchands : SS Porthos, SS Tacoma[2],[3],[4], SS Sally Maersk (cargo danois).
- Pétrolier ravitailleur : La Garonne.

## Déroulement
Le 23 septembre 1940 à l'aube, trois navires marchands des Forces Françaises Libres, accompagnés par deux cuirassés britanniques anciens non modernisés, le porte-avions HMS Ark Royal, plusieurs croiseurs et destroyers constituant la Force M, commandée par l'amiral John Cunningham, se présentent devant Dakar, la capitale de l'Afrique-Occidentale française, pour leur proposer de les libérer et exiger leur reddition. La visibilité de l'armada alliée est gênée par le brouillard. Pierre Boisson, gouverneur général de l'AOF, envoyé de Brazzaville à Dakar en juillet, après l'attaque britannique du 8 juillet, refuse catégoriquement de se rallier et affirme sa volonté de défendre Dakar « jusqu'au bout ».
Du 23 au 25 septembre 1940, au large du Sénégal, pour la première fois de la guerre, des Français se battent contre des Français. La présence du général de Gaulle en mer ne provoque pas les ralliements escomptés et aucune des trois opérations simultanées ne réussit. L'attaque de Mers el-Kébir, qui a fait 1297 morts et 350 blessés chez les marins français , vient d'avoir lieu. Un commando débarqué par deux Caudron Luciole est arrêté ; une tentative de persuasion politique échoue ; et Georges Thierry d'Argenlieu, arrivé par mer pour parlementer avec un drapeau blanc, est accueilli par un tir de mitrailleuse et est sérieusement blessé bien que son embarcation parvienne à s'échapper.
Le 23 septembre vers 11 heures, le sous-marin Persée envoie une torpille vers des navires britanniques. Il est repéré et coulé.
Dans la nuit du 23 au 24, un ultimatum britannique est adressé aux autorités françaises de Dakar et leur enjoint de livrer la place au général De Gaulle. Le texte accuse les forces de Dakar de vouloir livrer leurs moyens aux Allemands. Il provoque l'indignation des défenseurs, le contre-amiral Marcel Landriau et le gouverneur général Boisson, Haut-Commissaire à Dakar, qui répond : « La France m'a confié Dakar. Je défendrai Dakar jusqu'au bout ! ». Les Britanniques entament alors une opération militaire, mais cette fois, elle échoue à cause de l'aviation française, basée sur le terrain d'aviation d'Ouakam, et aussi de l'effet de surprise des deux croiseurs et trois contre-torpilleurs de la Force Y,.

## Conséquences

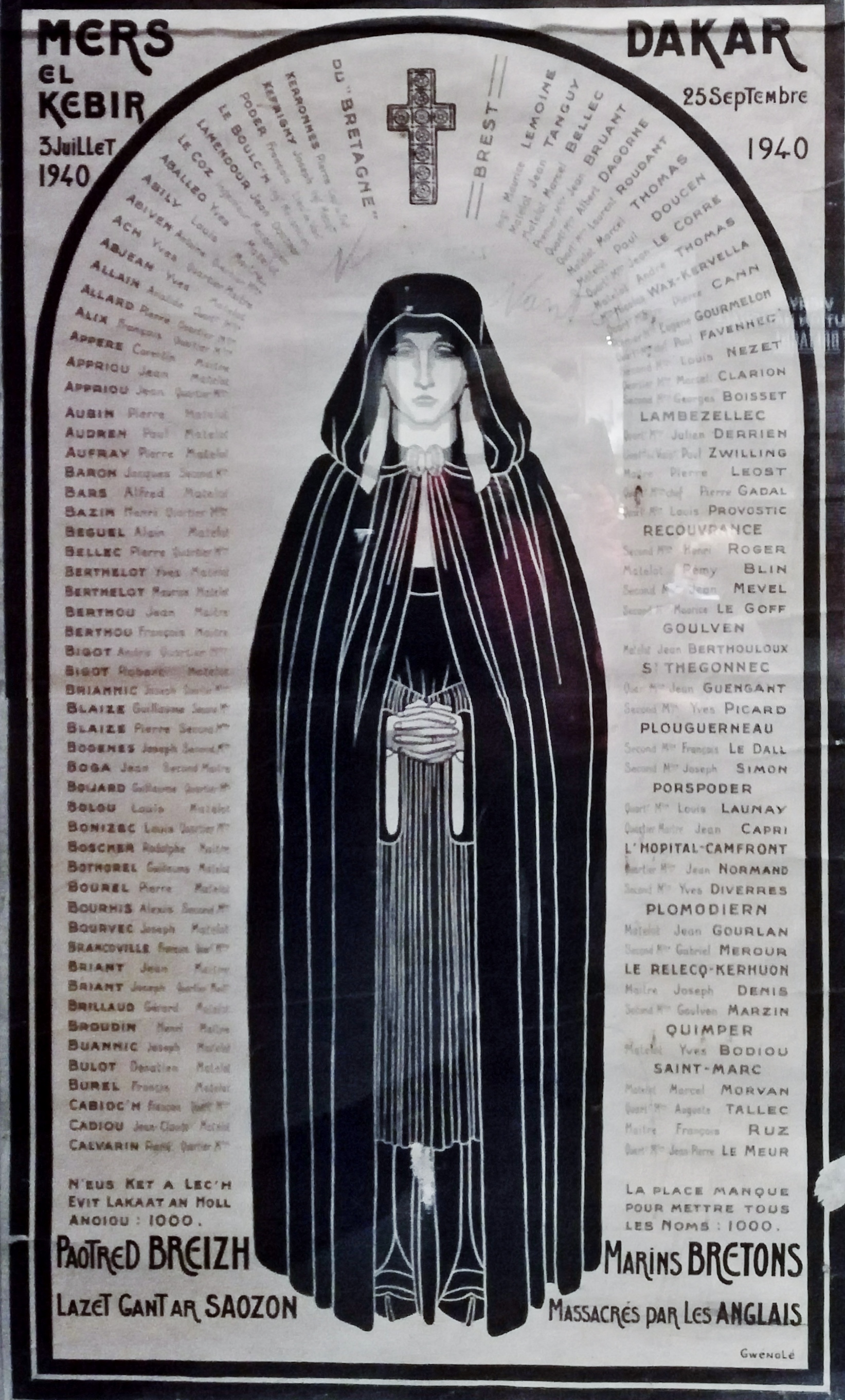
Affiche de propagande allemande utilisant les morts de marins bretons consécutives aux attaques britanniques de Mers el-Kébir et Dakar (Musée de la Résistance en Bretagne de Saint-Marcel).

L'opération constitue un tournant idéologique pour les gouvernements, bien plus qu'un affrontement important du point de vue des forces en présence, du nombre des victimes ou des unités militaires détruites ou endommagées.
De cette action, De Gaulle sort un temps personnellement ébranlé et isolé. Jean-Raymond Tournoux rapporte que De Gaulle, dans une conversation ultérieure à Brazzaville avec René Pleven « confesse » à celui-ci : « J’ai songé à me brûler la cervelle ». De Gaulle, dans ses Mémoires de guerre, n’en fait pas mention mais écrit : « Les jours qui suivirent me furent cruels. J’éprouvais les impressions d’un homme dont un séisme secoue brutalement la maison et qui reçoit sur la tête la pluie des tuiles tombant du toit. ». Au reste, Pleven fait savoir à Jean Lacouture, qu’il n’a « pas pensé un instant que le général ait réellement eu cette intention » et que c’était « un contresens que d’interpréter autrement ses propos ». Il est d'ailleurs politiquement menacé par l'amiral Émile Muselier, accusé à tort d'être à l'origine des fuites qui ont empêché la réussite du débarquement. Le jugement de Frankklin Roosevelt en est durablement affecté. Pour Churchill, cependant, « l'affaire de Dakar » pose De Gaulle comme alternative crédible à la France de Vichy dans les colonies après la réussite de l'opération de Leclerc sur l'AEF en août et à la veille de l'affirmation des Forces françaises libres lors des événements du Liban et de la Syrie face aux Vichystes.
Un mois après le débarquement anglo-américain en Afrique du Nord du 8 novembre 1942, les autorités vichystes d'Afrique-Occidentale française, sous l'impulsion plus ou moins de circonstance de l'amiral Darlan, finissent par signer le 7 décembre 1942 un accord avec les Alliés qui remet ce territoire dans la guerre. En juin 1943, lors de la constitution du Comité français de libération nationale, Boisson démissionne et est remplacé le 1er juillet 1943 par le gaulliste Pierre Cournarie. Les hauts fonctionnaires vichystes sont progressivement écartés.

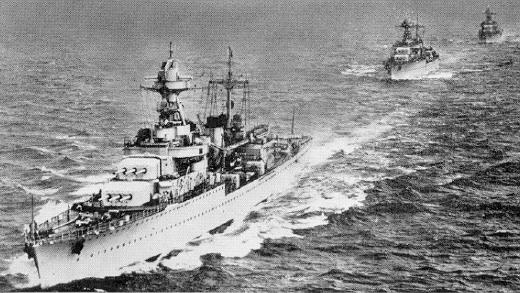
Le croiseur Georges Leygues, dirigeant la 4e division de croiseurs, qui fut envoyé en Afrique en septembre 1940.
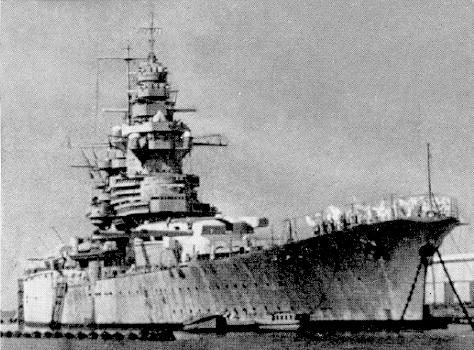
Le cuirassé français Richelieu à Dakar, après la bataille ; on notera qu'il n'y a plus que trois canons à la tourelle quadruple noII.
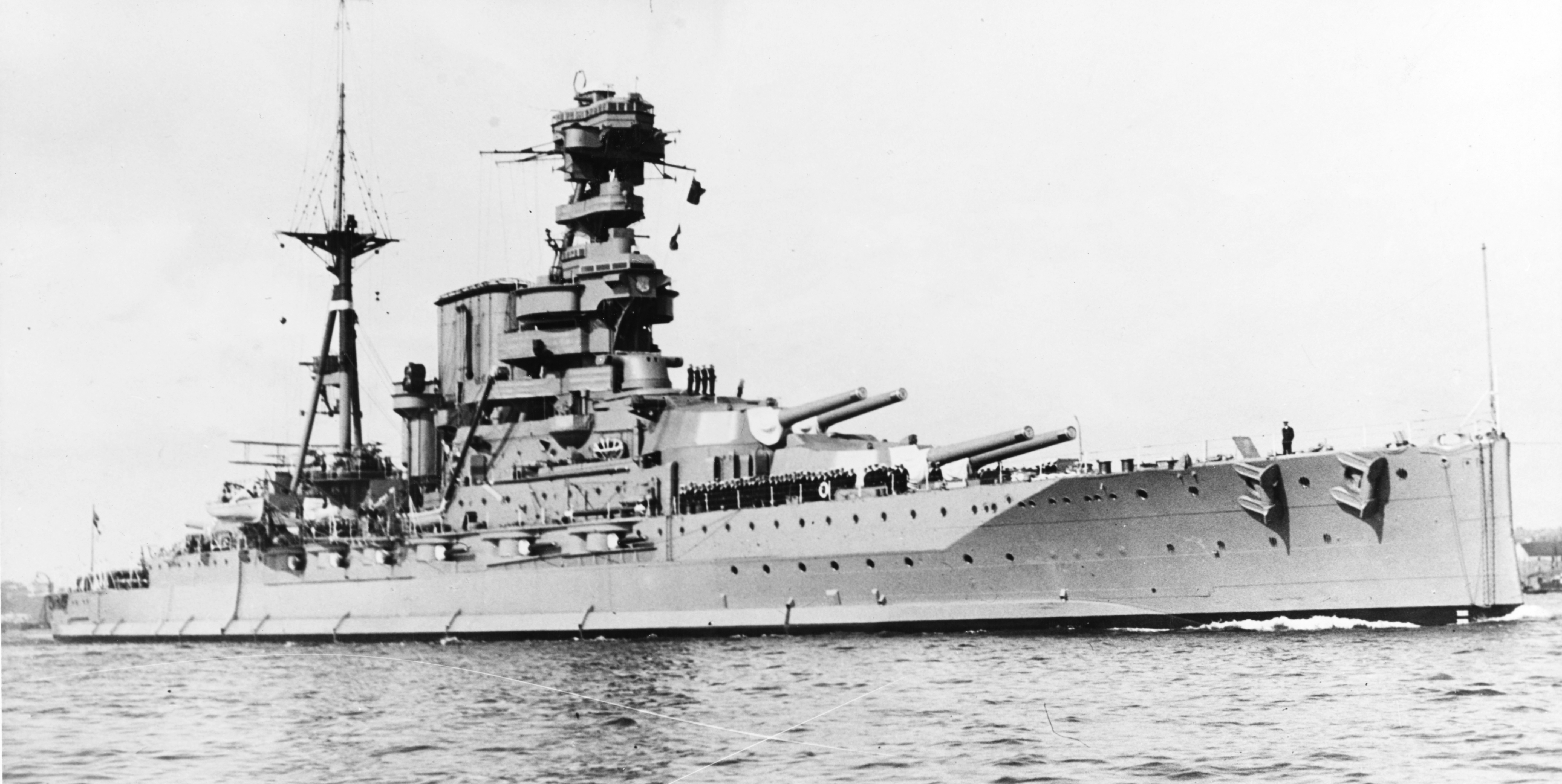
Le cuirassé britannique Barham.

### Personnalités associées à l'événement
- Claude Hettier de Boislambert
- Marcel Campistron